# Comté de Red Deer
Pour les articles homonymes, voir Red Deer (homonymie) et Deer.

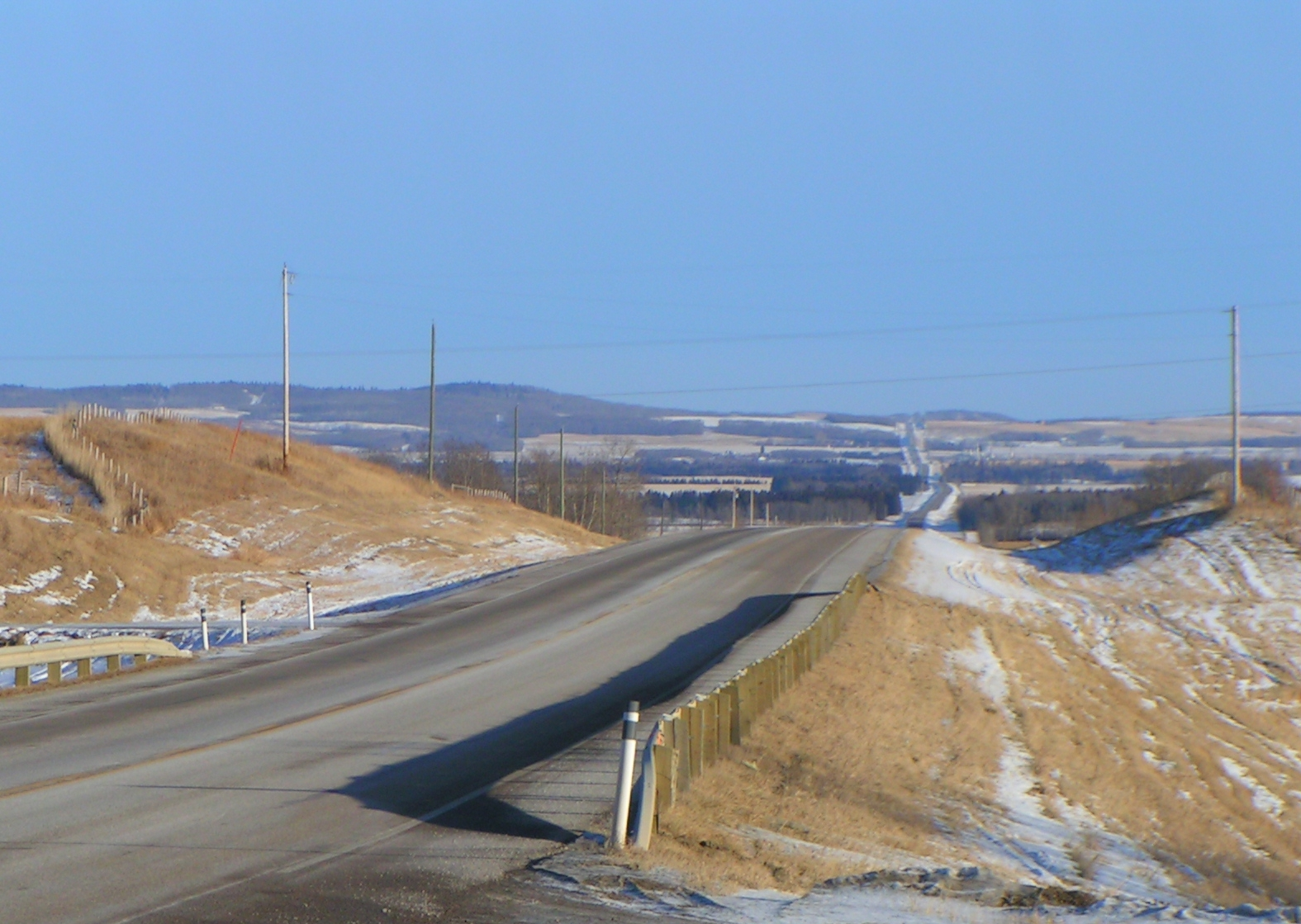
Autoroute 11 passant par des terres de ranch et des parcs à trembles à Red Deer

Le comté de Red Deer (anglais : Red Deer County) est un district municipal de 18 351 habitants en 2011, situé dans la province d'Alberta, au Canada.

## Communautés et localités
Cités
- Red Deer

Bourgs
- Bowden
- Innisfail
- Penhold
- Sylvan Lake

Villages
- Delburne
- Elnora

Villages d'été
- Half Moon Bay
- Jarvis Bay
- Norglenwold

Hameaux
- Ardley
- Benalto
- Dickson
- Linn Valley
- Lousana
- Markerville
- Springbrook
- Spruce View

Localités
- Balmoral
  - Balmoral NW (localité désignée)
  - Balmoral SE (localité désignée)
- Bouteiller Subdivision ou Boutellier Subdivision
- Briggs
- Broderson Subdivision ou Brodersons Subdivision
- Brownlee Acreage
- Burnt Lake
- Canyon Heights (localité désignée)
- Central Park (localité désignée)
- Coalbanks
- Cygnet
- Doan
- Elspeth
- Evarts
- Fleming
- Garrington
- Garrington Acres
- Gleniffer
- Green Ridge Park
- Half Moon Bay
- Harrison
- Henday
- Herder (localité désignée)
- High Ridge Properties
- Hillsdown
- Horseshoe Lake
- Kevisville
- Knee Hill Valley
- Kountry Meadow Estates (localité désignée) ou Kounty Meadows Estates
- Kuusamo
- Les Trailer Park (localité désignée)
- McKenzie Subdivision
- Melody Meadows Trailer Park
- Milnerton
- Mintlaw
- Mountain House
- New Hill
- Niobe
- Nisbet
- Pine Lake
- Poplar Ridge ou Poplar Ridge Subdivision
- Prevo
- Raven
- Red Deer Junction
- Ridgewood Terrace
- Riverview Park
- Shady Pine Trailer Park
- South Park Village
- Spruce Lane Acres (localité désignée)
- Trueman Subdivision
- Tuttle
- West Ridge Estates
- Wild Rose
- Woodland Hills (localité désignée)

## Démographie
| 2011   | 2016   |
| ------ | ------ |
| 18 316 | 19 541 |